# Aphanogmus gibbus
Aphanogmus gibbus är en stekelart som beskrevs av Szelényi 1938. Aphanogmus gibbus ingår i släktet Aphanogmus och familjen pysslingsteklar. Inga underarter finns listade i Catalogue of Life.